# Gare de Sennecey-le-Grand
Gare de Sennecey-le-Grand – stacja kolejowa w Sennecey-le-Grand, w departamencie Saona i Loara, w regionie Burgundia-Franche-Comté, we Francji.
Została otwarta w 1854 przez Compagnie du chemin de fer de Paris à Lyon (PL). Obecnie jest przystankiem kolejowym Société nationale des chemins de fer français (SNCF), obsługiwanym przez pociągi TER Bourgogne.